# Pentametrocrinus
Pentametrocrinus is een geslacht van haarsterren uit de familie Pentametrocrinidae.

## Soorten
- Pentametrocrinus atlanticus (Perrier, 1883)
- Pentametrocrinus australis McKnight, 1977
- Pentametrocrinus diomedeae A.H. Clark, 1908
- Pentametrocrinus japonicus (Carpenter, 1882)
- Pentametrocrinus paucispinulus Messing, 2008
- Pentametrocrinus semperi (Carpenter, 1882)
- Pentametrocrinus spinosus Marshall & Rowe, 1981
- Pentametrocrinus tuberculatus (A.H. Clark, 1907)
- Pentametrocrinus varians (Carpenter, 1882)